# Down Low (gruppo musicale)
I Down Low sono un gruppo musicale hip hop tedesco, formatosi nel 1995 a Kaiserslautern. Sono considerati una delle prime band musicali che hanno portato l'hip hop a metà degli anni '90 insieme ad artisti come Nana, C-Block e A.K.-S.W.I.F.T in una forma "europea". 

## Storia
Il gruppo era inizialmente formato dal rapper Joe Thompson e dal cantante Darren Tucker. Il primo singolo Don't Look Any Further passò inosservato mentre il secondo, Vision of Life, ebbe successo in diversi paesi europei verso la metà del 1996 ed è rimasto per mesi nella top 30 delle classifiche di vendita tedesche.
Poco dopo la pubblicazione del singolo Vision of Life, Darren Tucker ha dovuto lasciare il gruppo perché ha avuto problemi con il suo manager. Il suo successore è stato Mike Dalian. Sempre nel 1996 seguì l'album di debutto dei Down Low: Visions; i singoli estratti furono Murder, Potion e Lovething.
Verso la fine del 1997 arrivò il secondo album It Ain't Over. Johnny B. è salito al numero quattro nelle classifiche tedesche dei singoli. Nella primavera del 1998 i Down Low fondarono il gruppo Rappers Against Racism per portare avanti cantanti e rapper di talento. Nell'autunno del 1998 pubblicarono il terzo album Third Dimension, che contiene tante cover musicali, da Yesterday alla colonna sonora di Ennio Morricone in C'era una volta il West, dal titolo Once Upon a Time, arrangiata in rap.
Dopo l'uscita di un album di greatest hits nel 1999, i Down Low fecero un anno e mezzo di pausa prima di pubblicare il quarto album The 4th Level. Dalian lasciò tuttavia la band nel 2001. Il suo successore fu Eric Lamont Smith. Da quel momento in poi però i Down Low non ebbero più successo a livello europeo. Nel 2010 Mike Dalian tornò a far parte del gruppo.

## Discografia

### Album studio
- 1996 – Visions
- 1997 – It Ain't Over
- 1998 – Third Dimension
- 1999 – Moonlight
- 2001 – The 4th Level
- 2006 – Return of the Trendsetter
- 2011 – Legends and Diamonds Vol. I

### Raccolte
- 1999 – Best of (1999)
- 2003 – Visions - The Singles 1997-2003
- 2005 – Greatest Hits (2005)

### Singoli
| Anno | Titolo                                  | Singoli Charts | Singoli Charts | Singoli Charts |
| Anno | Titolo                                  | GER            | AUT            | CH             |
| ---- | --------------------------------------- | -------------- | -------------- | -------------- |
| 1995 | Don't Look any Further                  | -              | -              | -              |
| 1996 | Vision of Life                          | 19             | -              | -              |
| 1996 | Murder                                  | 25             | -              | -              |
| 1996 | Nothing Like VIVA (feat. Flip da Scrip) | 91             | -              | -              |
| 1996 | Potion                                  | 37             | -              | -              |
| 1997 | Lovething / We Do It Like That          | 82             | -              | -              |
| 1997 | Moonlight                               | 35             | -              | -              |
| 1997 | Johnny B.                               | 4              | -              | -              |
| 1998 | I Want to Know What Love is             | 36             | -              | -              |
| 1998 | Hit me Right                            | 95             | -              | -              |
| 1998 | Once Upon a Time                        | 4              | -              | -              |
| 1998 | Last Christmas                          | -              | -              | -              |
| 1999 | H.I.V                                   | 53             | -              | -              |
| 1999 | So Long Goodbye...                      | 64             | -              | -              |
| 1999 | Thank You                               | -              | -              | -              |
| 2001 | Don't You                               | 99             | -              | -              |
| 2001 | Wouldn't It Be Good? (feat. La Mazz)    | -              | -              | -              |
| 2002 | Murder 2002 (feat. Warren G)            | -              | -              | -              |
| 2002 | La Serenissima                          | -              | -              | -              |
| 2003 | Living in the Ghetto                    | -              | -              | -              |
| 2005 | Every Day                               | -              | -              | -              |
| 2006 | Start the Riot                          | -              | -              | -              |
| 2007 | Africa (feat. Scream Factory)           | -              | -              | -              |
| 2010 | The Thing Called Love                   | -              | -              | -              |